# Радка (кратер)
Вижте пояснителната страница за други значения на Радка.
Радка (на английски: Radka Crater) е ударен кратер разположени на планетата Венера с диаметър 10,5 km., кръстен на българското име Радка.